# Ибрахим Джейлан
Ибрахим Джейлан (амх. ዕብራህም ጅእላን; 12 июня 1989, Бале, Эфиопия) — эфиопский легкоатлет, бегун на средние и длинные дистанции. Специализируется в беге на дистанциях от 5000 до 10000 метров и в кроссе. Впервые стал чемпионом мира на дистанции 10000 метров на чемпионате мира по легкой атлетике 2011 года в Тэгу. Он был всего на 0,26 секунды быстрее британца Мо Фара, показав время 27.13,81 на дистанции 10000 м.

## Сезон 2014 года
14 февраля занял 10-е место на Рас-эль-Хаймском полумарафоне с результатом 1:01.47.